# Atari TT

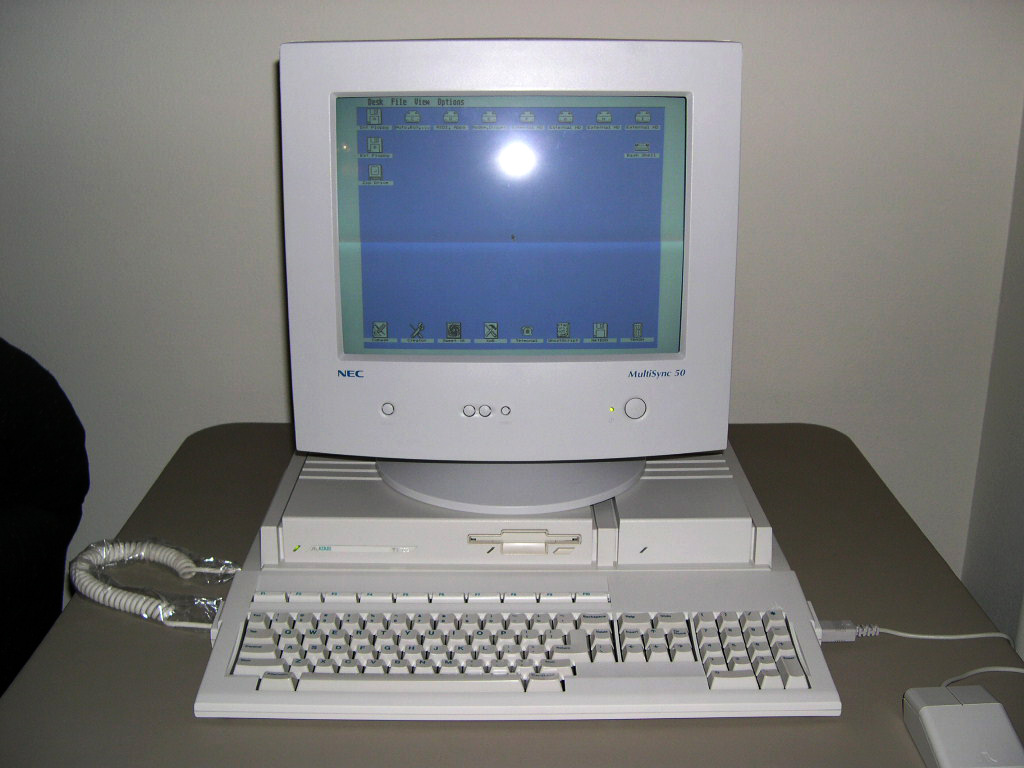
Atari TT030

Atari TT är en serie datorer som tillverkades av det amerikanska företaget Atari. Dessa datorer använde processorer ur 68k-familjen. Datorerna var med tidens mått mätt förhållandevis kraftfulla och kunde bland annat använda sig av ett Unix-liknande operativsystem. Trots sina tekniska förmågor fick datorserien ingen större framgång försäljningsmässigt tack vare ett ganska högt pris och brist på mjukvaruutveckling.
De företag den var riktad mot valde istället PC och Apple, dock hade TT en mycket stark ställning inom Pre-Press, fr.a. i Tyskland och Frankrike, jämförbart med Macens ställning i Sverige.